# Àcid palmitoleic
L'àcid palmitoleic, anomenat de forma sistemàtica àcid (Z)-hexadec-9-enoic, és un àcid carboxílic de cadena lineal m amb fórmula {\displaystyle {\ce {C16H30O2}}}. En bioquímica és considerat un àcid gras ω-7. És un constituent comú dels glicèrids del teixit adipós humà; es presenta en tots els teixits, però generalment es troba en les més altes concentracions al fetge. És biosintetitzat a partir de l'àcid palmític per l'acció de l'enzim delta-9 desaturasa.

## Fonts

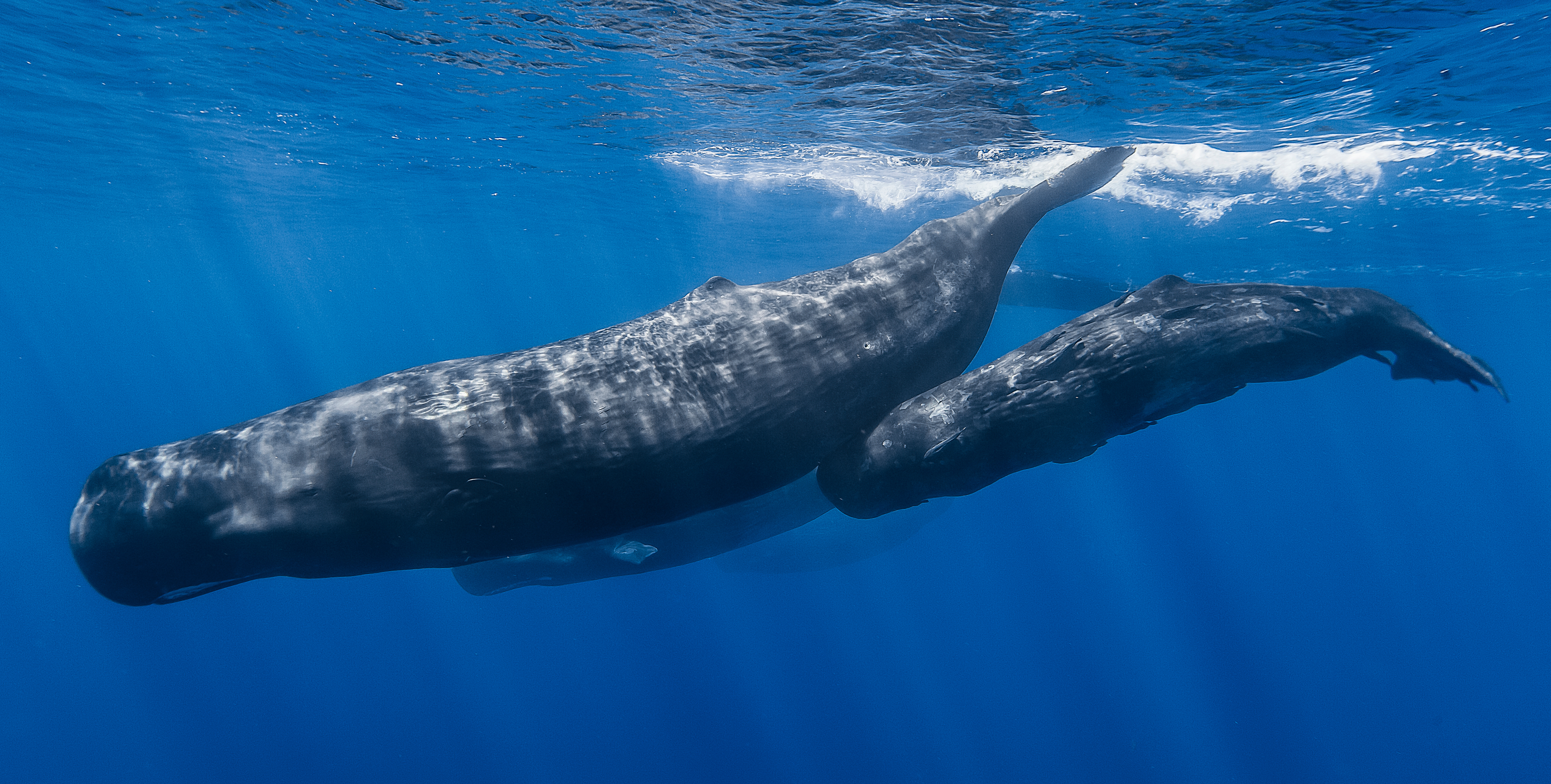
Grup de catxalots

## Bioquímica
Els àcids grassos omega-7 com l'àcid palmitoleic es descomponen per oxidació en la pell a2-nonenal, i causen el fenomen d'olor de vell.
Els estudis suggereixen que l'àcid palmitoleic seria una molècula senyalitzadora que pot actuar contra guanyar pes. Sembla que gràcies a enzims controla l'oxidació.